# Megan Armitage
Megan Armitage (* 12. August 1996 in Shinrone) ist eine irische Radrennfahrerin.

## Sportlicher Werdegang
Während ihres Studiums in Frankreich begann Armitage mit dem Berglaufen. Nach einer Verletzung, die sie am Laufen hinderte, kam sie 2019 zum Radsport, bei dem sie 2020 bei der Rückkehr in ihre Heimat blieb. 2020 absolvierte sie ihre ersten Rennen, bereits ein Jahr später stand sie als Zweite im Straßenrennen erstmals auf dem Podium der nationalen Meisterschaften. Unmittelbar nach Abschluss ihres Studiums im Jahr 2021 ging sie nach Belgien und wurde Mitglied im Team Rupelcleaning, bei dem sie bis zum Ende der Saison 2022 blieb.
Nach Auflösung ihres Teams wurde Armitage 2023 Mitglied im Arkéa Pro Cycling Team. Mit dem Gewinn der Königsetappe und der Gesamtwertung der Vuelta Extremadura Féminas erzielte sie ihre ersten Siege bei einem UCI-Rennen, gleichzeitig damit ist sie die erste irische Radrennfahrerin, die die Gesamtwertung einer internationalen Rundfahrt gewinnen konnte. Die geplante Teilnahme an der Tour de France Femmes musste sie nach einer Verletzung absagen.
Zur Saison 2024 wechselte Armitage zum neu gegründeten Team EF Education-Cannondale, mit dem sie an den großen Landesrundfahrten und Klassikern teilnehmen möchte. International blieb sie in der ersten Saison ohne Top-10-Platzierung. Für Irland nahm sie an den Olympischen Sommerspielen 2024 in Paris teil und belegte im olympischen Straßenrennen den 35. Platz.

## Erfolge
2023
- Gesamtwertung, eine Etappe, Mannschaftszeitfahren und Punktewertung Vuelta Extremadura Féminas